# Acontia buchanani
Acontia buchanani is een vlinder van de familie van de uilen (Noctuidae). De wetenschappelijke naam van deze soort is voor het eerst voorgesteld als Tarache buchanani door Lionel Walter Rothschild in een publicatie uit 1921.
De soort komt voor in tropisch Afrika waaronder Mali, Senegal, Niger, Soedan, Ethiopië en Oeganda.